# Stenopogon escorialensis
Stenopogon escorialensis är en tvåvingeart som beskrevs av Gabriel Strobl 1906. Stenopogon escorialensis ingår i släktet Stenopogon och familjen rovflugor.
Artens utbredningsområde är Spanien. Inga underarter finns listade i Catalogue of Life.